# Șerban Sturdza
Șerban Sturdza (n. 14 septembrie 1947, București) este un arhitect român, fost președinte al Ordinului Arhitecților din România, membru corespondent al Academiei Române (2010).

## Biografie
Tatăl său este arhitectul Ioan Sturdza, iar mama este pictorița Alexandra Maria Sturdza, născută Slătineanu.
După absolvirea Liceului "Mihail Eminescu", a studiat din 1965 la Institutul de Arhitectură „Ion Mincu” din București, pe care l-a absolvit în 1971, având ca îndrumători pe prof.dr. Octav Doicescu, Ștefan Lungu și Sergiu Hanganu. După absolvire, în perioada 1971-1990 a lucrat ca arhitect în departamentul de arhitectură civilă - IPROTIM Timișoara, fiind șef de atelier.
Între 1971-1978 a lucrat ca profesor la Liceul de Arte Plastice din Timișoara, unde a predat cursul de structuri tensionate.
A devenit apoi cadru didactic la Facultatea de Arhitectură din Timișoara, unde a predat cursul de structuri urbane, întâi ca asistent (1974-1976) și apoi ca profesor (1991-1998).
În intervalul 1990-1993 a fost șef de atelier la Atelierul de urbanism și renovare urbană - IPROTIM - Timișoara.
S-a specializat în activitatea de proiectare și restaurare de bunuri culturale, mobilier și amenajări de interior.
În perioada 2002-2004 a fost moderator al emisiunii Despre arhitectură la TVR Cultural.
În cadrul adunării generale a membrilor Academiei Române din 30 martie 2010 Șerban Sturdza a fost ales membru corespondent al Academiei Române, Secția de Arte, Arhitectură și Audiovizual.
De la data de 15 septembrie 2010, Șerban Sturdza a devenit director executiv al Fundației Pro Patrimonio, calitate în care coordonează toate proiectele și parteneriatele dedicate patrimoniului românesc, în care Fundația Pro Patrimonio este implicată, în România, Marea Britanie, Franța și Statele Unite și supervizează strategia de dezvoltare economică și teritorială a proiectelor susținute integral de către Pro Patrimonio, politica de imagine și de strângere de fonduri, reprezentând fundația la întâlnirile publice și în declarațiile de presă.
În 2014 a fost ales președinte al Ordinului Arhitecților București, cu 104 voturi din 178.

## Apartenența la asociații profesionale
- Membru în Uniunea Arhitecților din România (din 1971)
- Membru în Comisia Zonală a Monumentelor Istorice - Banat Crișana (din 1990)
- Membru în Comisia Națională a Monumentelor Istorice (1996-2001)
- Membru al Centrului pentru protecția monumentelor istorice "Romania Nostra" (din 1997)
- Președintele Uniunii Arhitecților din România (1999-2002)
- Membru al Asociației Pro Patrimonio (din 2000)
- Membru în Comisia consultativă de urbanism în cadrul MLPTL (2000-2004)
- Președinte al Ordinului Arhitecților din România (din 2002)
- Membru în Comisia consultativă de urbanism de pe lângă Consiliul Municipal București (din 2005)
- Membru al grupului ARHITERRA - ONG pe lângă SIMETRIA (din 2007)
- Copreședinte al Comisiei prezidențiale pentru patrimoniul construit, siturile istorice și naturale, instituită de Administrația Prezidențială.[8]

## Filmografie
- Felix și Otilia (1972) - Weissmann

## Distincții
- Ordinul Național „Pentru Merit” în grad de Cavaler (2002).[9]